# فرودگاه شهری زلینپول
فرودگاه شهری زلینپول (به انگلیسی: Zelienople Municipal Airport)  یک فرودگاه همگانی   است که یک باند فرود آسفالت دارد و طول باند آن ۱۲۵۰ متر است. این فرودگاه در شهر پنسیلوانیا کشور ایالات متحده آمریکا قرار دارد و در ارتفاع ۲۷۴٫۶ متری از سطح دریا واقع شده است.